# یانگلسکویه
یانگلسکویه (به لاتین: Yangelskoye) یک منطقهٔ مسکونی در روسیه است که در باشقیرستان واقع شده‌است.